# Borgore
Asaf Borger (* 20. října 1987), známý pod přezdívkou Borgore, je izraelský dubstepový producent, DJ a bubeník v death metalové skupině Shabira.

## Diskografie

### Vydání
- Gorestep: Vol. 1 (2009; Shift Recordings)
- Ice Cream Mixtape (2010)
- Birthday And The Black November (2010; Audio Freaks)
- Borgore Ruined Dubstep Part 1 (2010; Buygore)
- Borgore Ruined Dubstep Part 2 (2010; Buygore)
- Delicious (2011; Buygore)
- The Filthiest Hits...So Far (2011; Sumerian)
- Flex (2012; Buygore)
- Borgore's Misadventures in Dubstep (2012; Buygore)
- Decisions (2012; Buygore)
- Legend (2013; Buygore)
- Wayak (2013;Dim Mak)
- Wild Out EP (2013; Dim Mak)
- Wild Out Remixes (2014; Dim Mak)
- Unicorn Zombie Apocalypse (2014; Spinnin' Records)
- #NEWGOREORDER (2014; Buygore / Dim Mak)
- Keep It Sexy (Říjen 4, 2015; Buygore)

### Remixy
- Onili – Sentimental (Borgore Body Remix) (2007)
- Rusko – Woo Boost (Borgore Remix) (2008)
- Britney Spears – Womanizer (Borgore Remix) (2009)
- Jellybass and Brother Culture – No Love (Borgore and Jazzsteppa Remix) (2010)
- Passion Pit – Sleepyhead (Borgore Remix) (2010)
- Bring Me the Horizon – It Never Ends (Borgore VIP Remix) (2010)
- Neon Hitch – Get Over U (Borgore Remix) (2011)
- Gorillaz – Clint Eastwood, Borgore's Drinking is bad (Bootleg Remix) (2011)
- Asking Alexandria – The Final Episode (Let’s Change The Channel) (Borgore’s Die Bitch Remix) (2011)
- M.I.A. – Illygirl (Borgores Explicit Remix) (2012)
- Hollywood Undead – I Don't Wanna Die (Borgore Remix) (2012)
- LMFAO – Sexy and I Know It (Borgore and Tomba Remix) (2012)
- Dev – Kiss My Lips (Borgore Remix) (2012)
- Jeffree Star – Prom Night! (Borgore Remix)
- Cedric Gervais – Molly (Borgore Suck My Tit Remix) (2012)
- Waka Flocka Flame – Rooster In My Rari (Borgore Remix) (2013)
- AWOLNATION – Sail (Borgore Remix) (2013)
- Migos – Hannah Motana (Borgore & Protohype Remix) (2013)
- The Marvelettes – Please Mr. Postman (Borgore and Luke & Skywalker Remix) (2013)
- Dirtyphonics – Hanging On Me (Borgore & Ookay Remix) (2013)